# Nicolas Winding Refn
Nicolas Winding Refn (nascido em 29 de setembro de 1970) é um cineasta, roteirista e produtor dinamarquês.

## Biografia
Nasceu em Copenhague, mas cresceu em Nova Iorque, tendo se formado parcialmente nos Estados Unidos, na American Academy of Dramatic Arts, e na Dinamarca, na Danish Film School, quando estava com 24 anos, começou uma trajetória independente de sucesso, que começou ainda na Dinamarca, em 1996.  

## Carreira
Em 1996, ao lançar o thriller urbano Pusher, depois de ter feito vídeos que se popularizaram via internet em terras escandinavas, Nicolas se viu responsável por um cult hiperviolento, centrado no papel das drogas na rotina da juventude dinamarquesa dos anos 1990. 
Lançado em um momento em que seus conterrâneos Lars Von Trier e Thomas Vinterberg pregavam as regras do Dogma 95, movimento pautado por rígidos mandamentos, Nicolas se colocou então como uma voz dissonante.
O filme Bleeder, seu segundo longa, foi exibido no Festival de Veneza em 1999, o que começou a fazer seu nome circular fora dos círculos dinamarqueses.
A estreia em língua inglesa se deu no filme de suspense Fear X de 2003, com John Turturro, que foi nomeado ao Bodil Award de Melhor Ator, tendo inclusive sido comparado ao estilo de filmar do diretor David Lynch por esse filme. A recepção morna fez Refn voltar a filmar na Dinamarca, onde realizou duas sequências da franquia Pusher: Pusher II e Pusher III.
Em 2008, o diretor levou ao Festival de Sundance o famoso thriller carcerário Bronson com Tom Hardy como protagonista, que ganhou vários prêmios na Inglaterra, narrando a história real de Michael Peterson, um presidiário que resiste a trinta anos na solitária ao criar um alter ego chamado "Charles Bronson", em referência ao astro da franquia Desejo de Matar (1974).
Em 2009, lançou "O Guerreiro Silencioso" (Valhalla Rising) com o ator dinamarquês Mads Mikkelsen como um guerreiro mudo de força sobrenatural que foi mantido prisioneiro em uma viagem ao coração das trevas a bordo de um navio viquingue.
Ele recebeu o prêmio de Melhor Diretor no Festival de Cannes e foi aclamado pela crítica especializada, fez sucesso no mercado internacional depois de ganhar 39 prêmios e ter mais de 50 indicações nos maiores festivais de cinema do mundo, por Drive, seu primeiro filme "hollywoodiano". Protagonizado pelo ator Ryan Gosling, mostra a história de um piloto de automóveis que serve de chofer para bandidos em Los Angeles. O filme o levou de volta aos Estados Unidos, desta vez mais próximo do centro das atenções, por trabalhar com orçamento maior (US$ 15 milhões) e ter atores reconhecidos no elenco. 

## Filmografia parcial
- 2019 - Muito Velho para Morrer Jovem (Too Old to Die Young)
- 2016 - Demônio de Neon (The Neon Demon)
- 2013 - Apenas Deus Perdoa (Only God Forgives)
- 2011 - Drive
- 2009 - O Guerreiro Silencioso (Valhalla Rising)
- 2008 - Bronson
- 2007 - Agatha Christie's Marple (Série de televisão; episódio Nêmesis)
- 2005 - Pusher III: O Anjo da Morte (Pusher III)
- 2004 - Pusher II - Mãos de Sangue (Pusher II)
- 2003 - Medo X (Fear X)
- 1999 - Bleeder
- 1996 - Pusher